# Millerieae

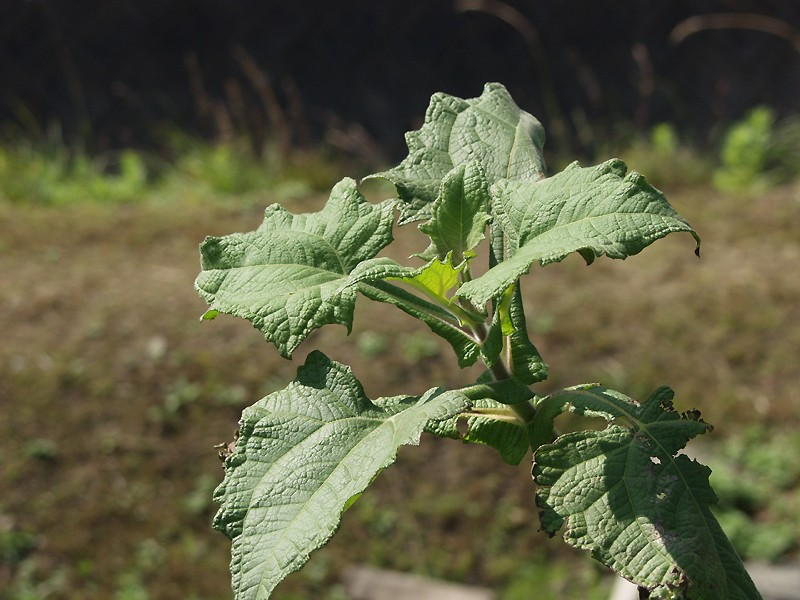
El yacón (Smallanthus sonchifolius)

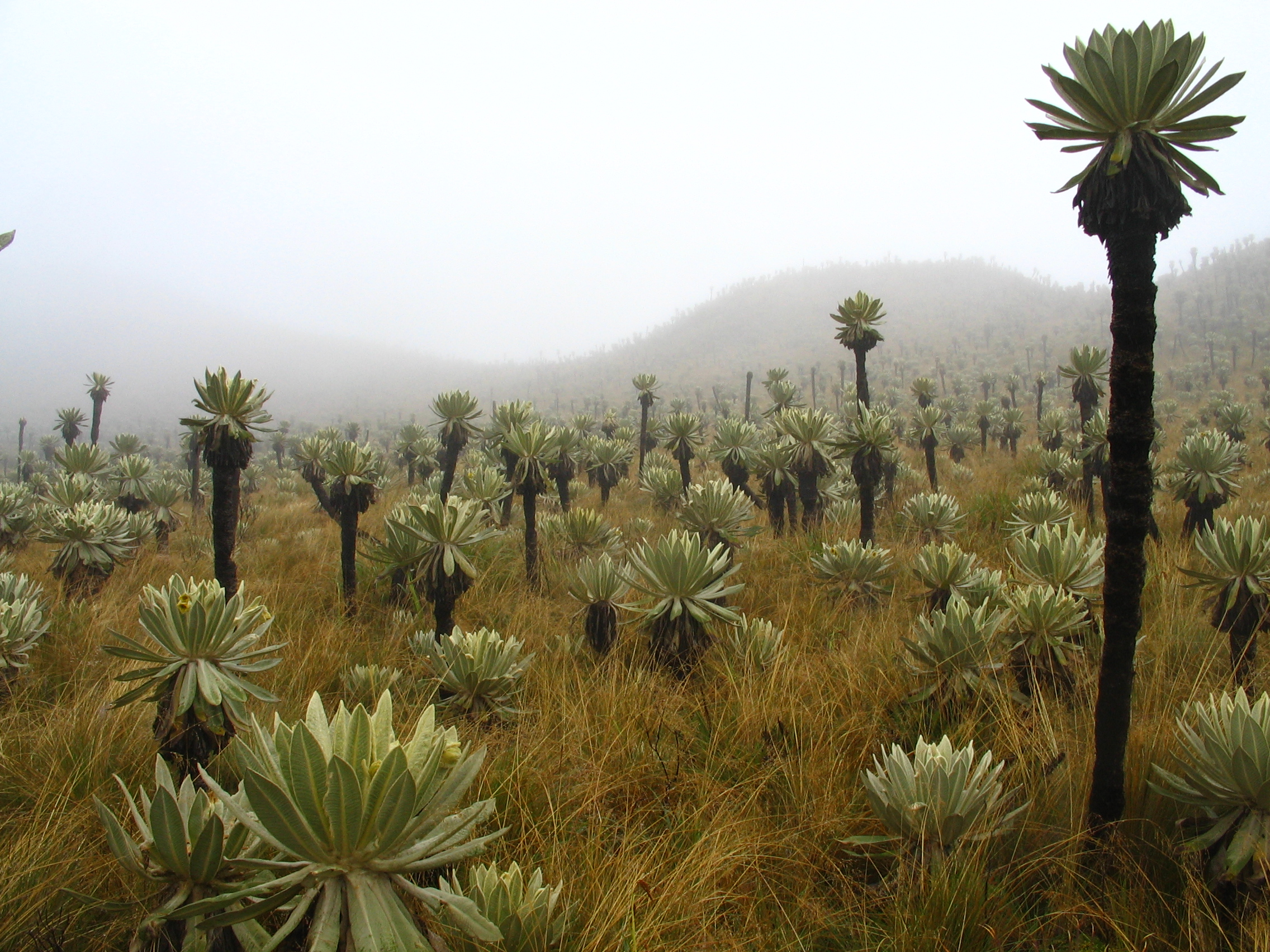
Espeletia pycnophylla a l'Equador.

Millerieae és una tribu de plantes amb flor de la subfamília de les asteròidies (Asteroideae).

## Particularitats
Aquesta tribu inclou plantes com el yacón (Smallanthus sonchifolius), tubercle comestible conreat a algunes regions dels Andes.

## Gèneres
Aquesta tribu compta amb els gèneres:
- Alepidocline
- Alloispermum
- Aphanactis
- Axiniphyllum
- Bebbia
- Carramboa
- Coespeletia
- Cymophora
- Desmanthodium
- Dyscritothamnus
- Espeletia
- Espeletiopsis
- Galinsoga
- Guizotia
- Ichthyothere
- Jaegeria
- Lecocarpus
- Libanothamnus
- Melampodium
- Milleria
- Oteiza
- Paramiflos
- Ruilopezia
- Rumfordia
- Sigesbeckia
- Smallanthus
- Tamania
- Tetragonotheca
- Tridax
- Trigonospermum